# Караси (Саратовская область)
Караси́ — хутор в Балаковском районе Саратовской области. Входит в состав Быково-Отрогского муниципального образования.

## География
Хутор находится на расстоянии примерно 23 км (по прямой) к западу от города Балаково, административного центра района.

### Часовой пояс
Хутор Караси, как и вся Саратовская область, находится в часовой зоне МСК+1. Смещение применяемого времени относительно UTC составляет +4:00.

## Население
| 2002 | 2010 |
| ---- | ---- |
| 62   | ↗120 |

### Национальный состав
Согласно результатам переписи 2002 года, в национальной структуре населения русские составляли 90 % из 62 чел.